# Louis Zurstrassen
Louis Marie Luc William, baron Zurstrassen, né le 24 août 1892 à Heusy et y décédé le 8 octobre 1971, fut un homme politique belge, membre du PLP. 
Zurstrassen fut ingénieur et industriel.
Il fut élu sénateur de l'arrondissement de Verviers (1949-61); questeur (1954-58).

## Source
- Bio sur ODIS